# Savva Vladislavitch
Le comte Savva Loukitch Vladislavitch-Ragouzinski (en russe : Савва Лукич Владиславич-Рагузинский ; en serbe : Сава Владиславић Рагузински, Sava Vladislavić Raguzinski), né en 1669 à Herceg Novi (République de Venise), décédé le 17 juin 1738 à Saint-Pétersbourg (Russie) était un marchand et aventurier serbe au service de Pierre le Grand, qui mena d'importantes négociations diplomatiques à Constantinople, Rome et Pékin. Sa réussite la plus durable fut le traité de Kiakhta, qui fixa les relations entre l'Empire russe et l'Empire Qing, jusqu'au milieu du XIXe siècle.

## Origines
Son père, Luka Vladislavitch, était un propriétaire serbe, que les Turcs emmenèrent hors de l'Herzégovine. Installé avec sa famille à Raguse, il prit le nom de « Ragouzinski », afin de se distinguer de ceux des parents restés sur la terre de ses ancêtres. Le prospérité des habitants de Raguse dépendait du commerce maritime et Sava Vladislavitch ne fit pas exception.

## Au service de la Russie
Une entreprise commerciale conduisit le jeune marchand à Constantinople, où, en l'absence d'une mission permanente de la Russie, il fut chargé de différentes missions par les ministres des Affaires étrangères russes Vassili Golitsyne et Iemelian Oukraïntsev. Ses intérêts commerciaux personnels allèrent toujours de pair avec ceux du gouvernement russe. En 1702, il fit la connaissance de Pierre le Grand à Azov.
Ayant en vue les profits du commerce des fourrures avec la Russie, Vladislavitch se rendit à Moscou au cours de l'année suivante. Après avoir obtenu des privilèges importants du tsar, il retourna à Constantinople, où il représenta les intérêts de la Russie, conjointement avec Piotr Andreïevitch Tolstoï, jusqu'à la bataille de Poltava. C'est lui qui acheta pour le tsar un page noir, Abraham Hanibal, l'ancêtre du grand Pouchkine. En 1708, il déménagea à Moscou et reçut bientôt du tsar les terres dans la Petite Russie, où Nejine était le centre de ses opérations commerciales.
Le « comte illyrien » — comme Vladislavitch aimait se nommer lui-même — conserva des contacts commerciaux avec d'autres Serbes et était persuadé qu'ils se révolteraient contre le sultan dès que le tsar envahirait les principautés danubiennes. Ayant lancé l'invasion en 1711, le tsar Pierre l'envoya en mission en Moldavie et au Monténégro, dont Vladislavitch devrait inciter les populations à se révolter. Mais il ne résulta pas grand-chose de ces projets, en dépit de l'assistance d'un colonel pro-russe, Michael Miloradovitch, l'ancêtre du comte Miloradovitch. L'Empire ottoman demandera qu'il lui soit livré ainsi que le prince moldave transfuge Dimitri Cantemir, mais la diplomatie russe laisse sans suite ces demandes.
De 1716 à 1722, Vladislavitch résida en Italie, partageant son temps entre ses propres intérêts privés et ceux du tsar. Parmi les autres commissions, il supervisait l'éducation de nobles russes (comme le peintre Ivan Nikititch Nikitine), et prépara un concordat avec le pape Clément XI. A Venise, il fit l'acquisition d'un assortiment de statues en marbre, qui ornent encore le Jardin d'Été à Saint-Pétersbourg.

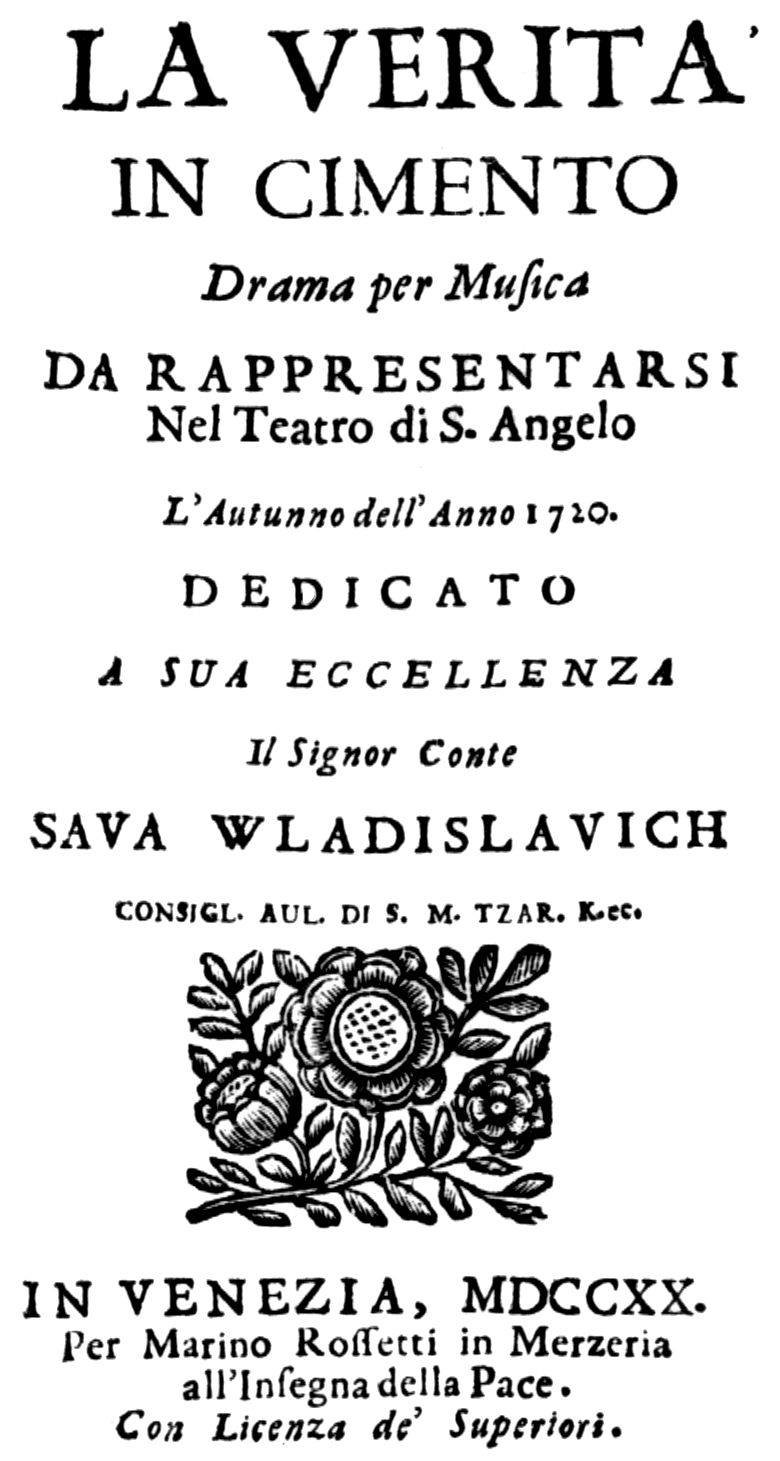

En 1720 Antonio Vivaldi lui dédie l'opéra La verità in cimento (RV 739).

## Traité de Kiakhta
À la tête d'une importante mission russe, Vladislavitch refit en 1725 les voyages qu'avaient faits Nikolaï Spathari au siècle précédent, afin de négocier un nouveau traité avec l'empire Qing. Les négociations tendues avec l'empereur Qing et ses fonctionnaires aboutirent au traité de Bouria, qui adopta la doctrine uti possidetis juris pour la délimitation de la frontière russo-chinoise. En 1728, ces dispositions furent mises en forme dans le traité de Kiakhta, qui incorpora également la proposition de Vladislavitch de construire une chapelle orthodoxe à Pékin.
Considérant la frontière acceptée d'un commun accord comme une « ligne de démarcation éternelle entre les deux empires », Vladislavitch ne ménagea aucun effort pour développer les échanges et le commerce à la frontière. Il choisit personnellement l'emplacement du comptoir commercial russe de Kiakhta — le quartier de Troitskosavsk rappelle son nom. Pour récompenser son rôle dans la conclusion d'un traité avantageux avec la Chine et la création de la route du thé entre les deux pays, Vladislavitch reçut l'Ordre de Saint-Alexandre Nevski. Il rédigea également un projet global de réforme financière et laissa une description détaillée de l'Empire Qing. Dans un mémorandum secret (1731), Vladislavitch mit en garde le gouvernement russe contre toute guerre avec la Chine.

## Source
- (en) Cet article est partiellement ou en totalité issu de l’article de Wikipédia en anglais intitulé « Sava Vladislavich » (voir la liste des auteurs).